# Huljajpole
Huljajpole (in ucraino Гуляйполе?; in russo Гуляйполе?, Guljajpole) ha  una popolazione di 12 786 abitanti  ed è una città situata nel distretto di Polohy nell'oblast' di Zaporižžja. Ospita l'amministrazione della comunità territoriale di Huljajpole, una delle comunità territoriali dell'Ucraina.
Fino al 18 luglio 2020 Huljajpole era il centro amministrativo del distretto di Huljajpole. Come parte della riforma amministrativa che ha ridotto a cinque il numero dei distretti dell'oblast' di Zaporižžja l'area del distretto di Huljajpole venne fusa nel distretto di Polohy.

## Storia
Fondata nel 1785, nel 1921 diventò capitale del Territorio Libero, prima nazione anarchica della storia, creata dopo l'occupazione della Repubblica Socialista Sovietica Ucraina.